# Furnicuțe
Furnicuțe este un film de animație produs de studiourile de animație DreamWorks Animation și distribuit de DreamWorks Pictures. Actori ca Woody Allen, Sharon Stone, Jennifer Lopez, Sylvester Stallone, Dan Aykroyd, Anne Bancroft, Gene Hackman, Christopher Walken și Danny Glover și-au împrumutat vocile furnicilor. Premiera românească a filmului a avut loc în ianuarie 1999 în varianta subtitrată, fiind distribuit de Ro Image 2000.

## Distribuție
- Woody Allen ca Z-4195 „Z”
- Sharon Stone ca Prințesa Bala, the Queen Ant's daughter.
- Gene Hackman ca General Mandibulă
- Sylvester Stallone ca Corporal Weaver
- Jennifer Lopez ca Azteca
- Christopher Walken ca Colonel Cutter
- Anne Bancroft ca Regina Furnicilor
- Dan Aykroyd ca Chip Viespea
- Grant Shaud ca The Foreman
- Danny Glover ca Sergenrul Barbatus.

## Jocuri video
- Antz
- Antz Racing
- Antz World Sports
- Antz Extreme Racing

1. ↑  SA, Imedia Plus Group, Antz (1998), Cinemagia